# Logan Delaurier-Chaubet
Logan Delaurier-Chaubet, né le 22 avril 2002 à Saint-Jean-de-Verges en France, est un footballeur français qui joue au poste d'ailier droit à la KAS Eupen.

## Biographie

### En club
Né à Saint-Jean-de-Verges dans l'Ariège, département où il débute son sport, Logan Delaurier-Chaubet est recruté par les Girondins de Bordeaux. Le 4 juin 2020 il signe son premier contrat professionnel avec les Girondins.
Il joue son premier match en professionnel avec Bordeaux, lors de la première journée de la saison 2022-2023 de Ligue 2, face au Valenciennes FC. Il est titularisé et les deux équipes se neutralisent (0-0 score final). Il inscrit son premier but dès la troisième journée de championnat, contre les Chamois niortais. De nouveau titulaire, il donne la victoire à son équipe en marquant le seul but de la partie,.
Le 12 juillet 2023, Delaurier-Chaubet est prêté pour une saison à l'US Quevilly,.
Il inscrit son premier but pour le club le 7 octobre 2023, lors d'une rencontre de championnat face au Pau FC. Entré en jeu, il inscrit le but égalisateur à la 85e minute de jeu (2-2 score final).
Le 8 août 2024, il quitte librement les Girondins de Bordeaux et s'engage à Almere City, où il paraphe un contrat allant jusqu'en 2027 avec une année en option.
Le 5 août 2025, Delaurier-Chaubet signe un contrat avec KAS Eupen en deuxième division belge jusqu'au 30 juin 2027.

### En sélection
Logan Delaurier-Chaubet représente l'équipe de France des moins de 16 ans. Il joue un total de quatre matchs, tous en 2018, et marque un but.